# The Meta-Four
Meta-Four era um grupo de luta livre profissional que atuava na WWE na marca NXT. A equipe era liderada por Noam Dar e inclui Oro Mensah, Jakara Jackson e Lash Legend. Dar é o atual campeão e detém o recorde de mais reinados com a Copa Heritage do NXT, com quatro reinados, sendo dois deles como parte do grupo.

## História
No NXT Battleground, em 28 de maio de 2023, Noam Dar derrotou Dragon Lee para reter a Copa Heritage do NXT com a ajuda de Jakara Jackson, Lash Legend e Oro Mensah. No episódio do NXT em 6 de junho, durante um segmento nos bastidores, Dar aceitou o desafio de Nathan Frazer para uma luta pela Copa Heritage do NXT e apresentou o grupo como The Meta-Four. No episódio de 13 de junho do NXT, Dar estava programado para defender seu título contra Frazer, mas revelou ter uma lesão no joelho. Mensah ocupou o lugar de Dar na luta, mas perdeu para Frazer após Valentina Feroz e Yulisa León impedirem as tentativas de interferência de Jackson e Legend. Uma luta entre as duas equipes foi agendada para o NXT: Gold Rush na semana seguinte, onde Jackson e Legend derrotaram Feroz e León. No NXT: Heatwave, em 22 de agosto, Dar derrotou Frazer para conquistar a Copa Heritage do NXT pela terceira vez, estabelecendo um novo recorde. Na Noite 1 do NXT: Halloween Havoc, Akira Tozawa retornou ao NXT e roubou a Copa Heritage do NXT sob os olhos da Meta-Four. Tozawa devolveu a taça a Dar na Noite 2 antes de conseguir assustar Dar para um combate pela Copa no NXT da semana seguinte, onde Dar venceu a luta por 2 a 1. No episódio do NXT em 20 de fevereiro de 2024, Legend enfrentou Lyra Valkyria pelo Campeonato Feminino do NXT em um desafio aberto, após a oponente inicial de Valkyria, Shotzi, ter sofrido uma lesão no joelho durante sua luta pelo título. No entanto, Legend não conseguiu derrotar Valkyria. No episódio de 27 de fevereiro, Dar perdeu a Copa Heritage do NXT para Charlie Dempsey após a interferência dos membros do grupo No Quarter Catch Crew, Drew Gulak, Damon Kemp e Myles Borne, encerrando o terceiro reinado de Dar com 189 dias.
Em 26 de março, foi anunciado que The Meta-Four seria o anfitrião do NXT Stand & Deliver. No evento, a gerente geral da NXT, Ava, anunciou o recém-criado Campeonato Norte-Americano Feminino do NXT, e Legend se destacou como uma das 12 participantes principais do combinado preliminar para competir por uma vaga na luta de escadas de seis mulheres que coroaria a campeã inaugural no NXT Battleground. Nesse período, Dar iniciou uma rivalidade com o novo campeão do NXT, Trick Williams. Durante uma Supernova Sessions no episódio do NXT em 7 de maio, Dar afirmou que, em uma luta onde Williams venceu, que a perna de Dar estava sob as cordas, o que deveria ter interrompido a contagem, chamando Williams de fraudador. Dar atacou Williams logo após Legend revelar que estava tendo um caso com ele. No episódio do NXT em 14 de maio, Dar foi encontrado atacado por um agressor desconhecido. Mais tarde naquela noite, Legend derrotou Ivy Nile, da Diamond Mine, para se qualificar para o NXT Battleground, enquanto Mensah perdeu para Je'Von Evans após interferência de Williams. Na mesma noite, Mensah também foi encontrado atacado nos bastidores. No episódio do NXT em 28 de maio, Ethan Page se revelou como o agressor de Mensah e Dar. Na semana seguinte, Legend aparentemente terminou seu relacionamento com Williams. No NXT Battleground, Legend não conseguiu conquistar o Campeonato Norte-Americano Feminino do NXT. Com Dar fora de ação, Mensah começou a rivalizar com Page em nome de Dar, tornando Mensah e toda a Meta-Four faces no processo. Na Semana 1 do NXT: The Great American Bash, em 30 de julho, Jackson e Legend não conseguiram derrotar The Unholy Union (Alba Fyre e Isla Dawn) pelo Campeonato de Duplas Femininas da WWE. Na semana seguinte, na Semana 2 do NXT: The Great American Bash, Mensah desafiou Page pelo Campeonato do NXT, mas perdeu a luta. No episódio do SmackDown em 11 de outubro, Legend e Jackson fizeram sua estreia no plantel principal, onde desafiaram sem sucesso as campeãs de duplas femininas da WWE, Bianca Belair e Jade Cargill, pelo título. Elas apareceram novamente no episódio do Raw em 14 de outubro, onde custaram a Damage CTRL (Iyo Sky e Kairi Sane) sua luta pelo Campeonato de Duplas Femininas da WWE, interferindo do lado de fora do ringue. No episódio do SmackDown em 18 de outubro, Legend venceu Piper Niven, conquistando sua primeira vitória no plantel principal. No episódio de 22 de outubro do NXT, Legend e Jackson enfrentaram Damage CTRL em uma luta que terminou sem resultado após a interferência de Niven e Chelsea Green. No episódio seguinte do SmackDown, os gerentes gerais das três marcas anunciaram que Belair e Cargill defenderiam seus títulos contra Legend e Jackson, Sky e Sane, e Green e Niven em uma luta fatal four-way de duplas no Crown Jewel.

## Membros
| * | Membros fundadores |
| L | Líder              |

| Membros        | Entrada              |
| -------------- | -------------------- |
| Noam Dar (L)   | 28 de maio de 2023 * |
| Oro Mensah     | 28 de maio de 2023 * |
| Lash Legend    | 28 de maio de 2023 * |
| Jakara Jackson | 28 de maio de 2023 * |

## Títulos e prêmios
- WWE
  - Copa Heritage do NXT (4 vezes, atual) – Dar[23]